# Кропивник (річка)
Кропивник (пол. Kropiwnik)  — річка в Україні, у межах Калуського району Івано-Франківської області. Ліва притока Сівки (басейн Дністра).

## Опис
Довжина річки 26 км, площа басейну 72,1 км². Долина трапецієподібна, симетрична. Річище помірно звивисте, завширшки 5—8 м, є перекати. Похил річки 3,1 м/км.

## Розташування
Річка бере початок на західній околиці села Кадобна. Тече переважно на схід та північний схід через хутір Кепське і промислову зону Калуша. Впадає до Сивки на північний схід від села Довпотова.
Притоки: Фрунилів, Сапогів (ліві); Кривець (права).
Кропивник протікає через такі села: Кадобна, Кропивник, Мостище, Копанки.

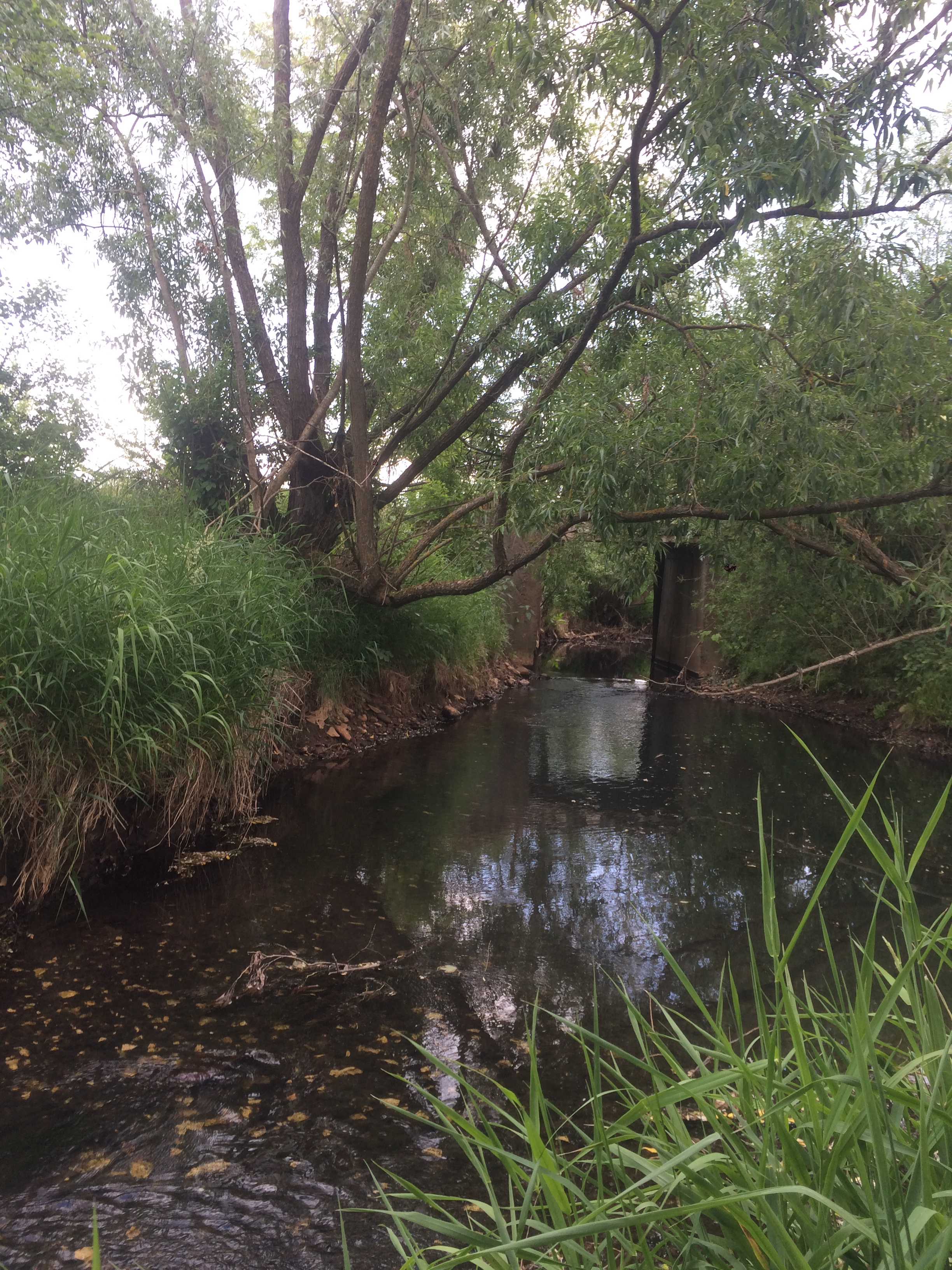
Кропивник нижче Мостища

## Екологічний стан
На берегах річки розташовані хімічні виробництва ТОВ «Карпатнафтохім». Станом на вересень 2022 року була однією з найзабрудненіших річок області.